# Hà Văn Phụng
Hà Văn Phụng (1943-2004) bí danh Hà Văn Uông là nguyên Bí thư Tỉnh ủy tỉnh Bắc Kạn (1996-2004), đại biểu Quốc hội Việt Nam khóa X, thuộc đoàn đại biểu Bắc Kạn, dân tộc Tày. Gia đình ông hiện đang cư trú tại tỉnh Bắc Kạn.